# Bořenovice
Bořenovice (německy Borschenowitz) jsou obec v okrese Kroměříž ve Zlínském kraji. Žije zde 198 obyvatel.

## Historie
První písemná zmínka o obci pochází z roku 1371 a to v souvislosti s jejich prodejem Janem z Dobrotic Matoušovi ze Šternberka.

## Obyvatelstvo

### Struktura
Vývoj počtu obyvatel za celou obec i za jeho jednotlivé části uvádí tabulka níže, ve které se zobrazuje i příslušnost jednotlivých částí k obci či následné odtržení.
| Místní části   | Místní části    | 1869 | 1880 | 1890 | 1900 | 1910 | 1921 | 1930 | 1950 | 1961 | 1970 | 1980 | 1991 | 2001 | 2011 | 2021 |
| -------------- | --------------- | ---- | ---- | ---- | ---- | ---- | ---- | ---- | ---- | ---- | ---- | ---- | ---- | ---- | ---- | ---- |
| Počet obyvatel | část Bořenovice | 183  | 221  | 205  | 249  | 302  | 297  | 266  | 265  | 291  | 250  | 196  | 167  | 160  | 177  | 200  |
| Počet domů     | část Bořenovice | 33   | 37   | 39   | 44   | 45   | 47   | 53   | 60   | 61   | 63   | 59   | 65   | 64   | 64   | 70   |

## Obecní správa
Mezi lety 1869–1976 Bořenovice byly obcí v okrese Holešov (1869–1950) a později v okrese Kroměříž. Od 15. srpna 1976 do 30. června 1990 patřily jako část města k Holešovu a od 1. července 1990 jsou opět samostatnou obcí.

### Obecní symboly
Starým pečetním znamením Bořenovic byl košatý strom, zřejmě lípa. Typář s českým opisem "PECZET OBECZNI DIEDINI BORZENOWITZ" byl vyhotoven někdy v polovině 18. století.
Znak a vlajka byly obci uděleny rozhodnutím předsedy Poslanecké sněmovny Parlamentu České republiky dne 26. listopadu 1999.
Autor návrhů znaku a praporu Bořenovic spojil motiv lípy ze staré pečetě s erbovními figurami prvních a posledních feudálních vlastníků osady – Šternberků (zlatá osmihrotá hvězda) a Vrbnů (zlatá heraldická lilie). Tyto motivy mají však pro Bořenovice ještě jiný význam. Vyskytují se totiž také v mariánské symbolice. V návrzích je tak vzpomenuta existence jediné významnější bořenovické památky – kaple Panny Marie. Zelená barva štítu, uplatněná i na listu praporu, evokuje zemědělský charakter obce. Obsah štítu je zjednodušenou formou přenesen i na list praporu, dle zásad a zvyklostí vexilologické tvorby. 

## Pamětihodnosti
- Kaple Panny Marie
- Větrný mlýn na kopci východně od vesnice
- Památkově chráněná zvonice z roku 1751, postavená na základě ohňového patentu Marie Terezie

## Galerie

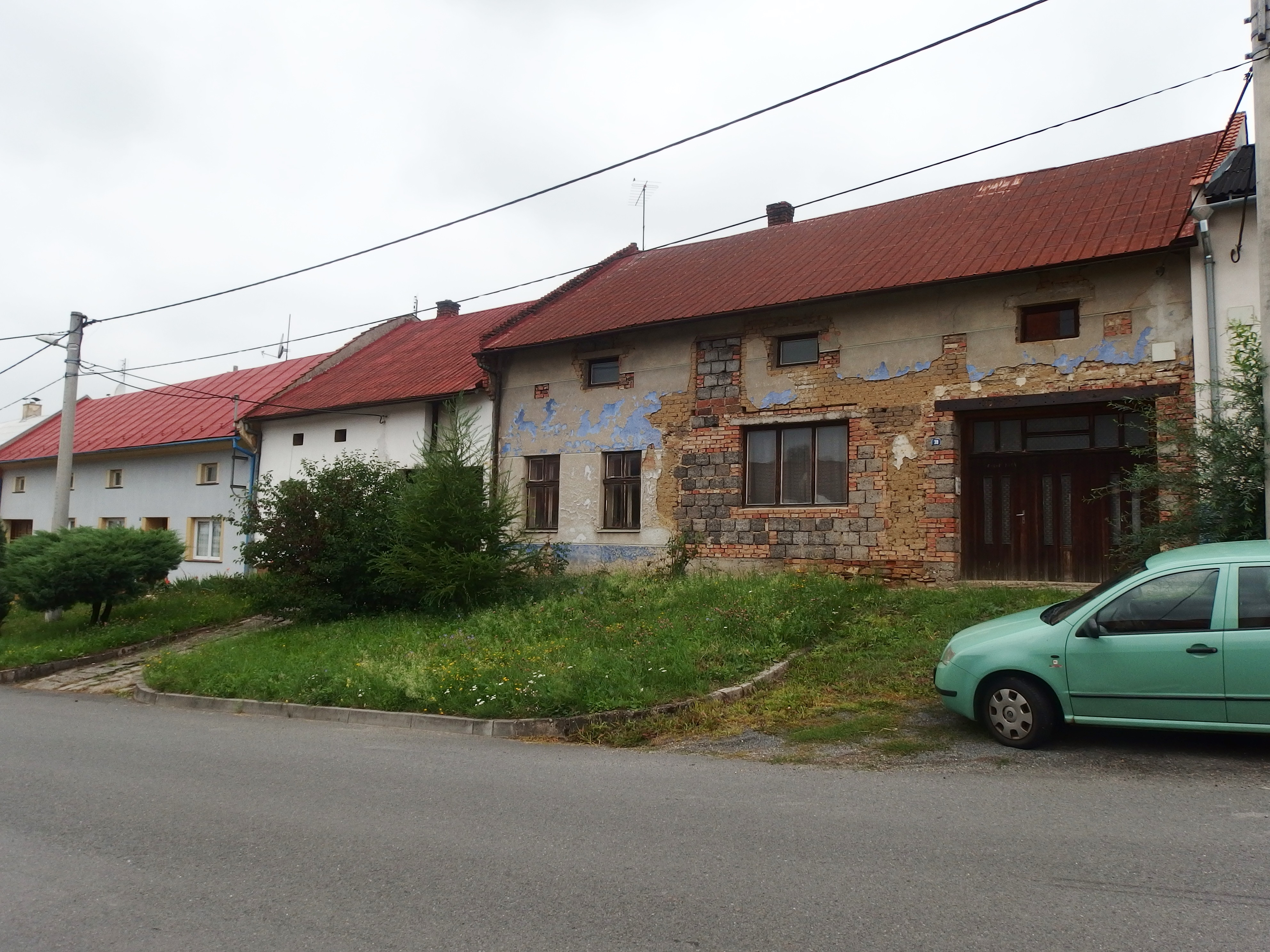
Starší zástavba na hlavní ulici
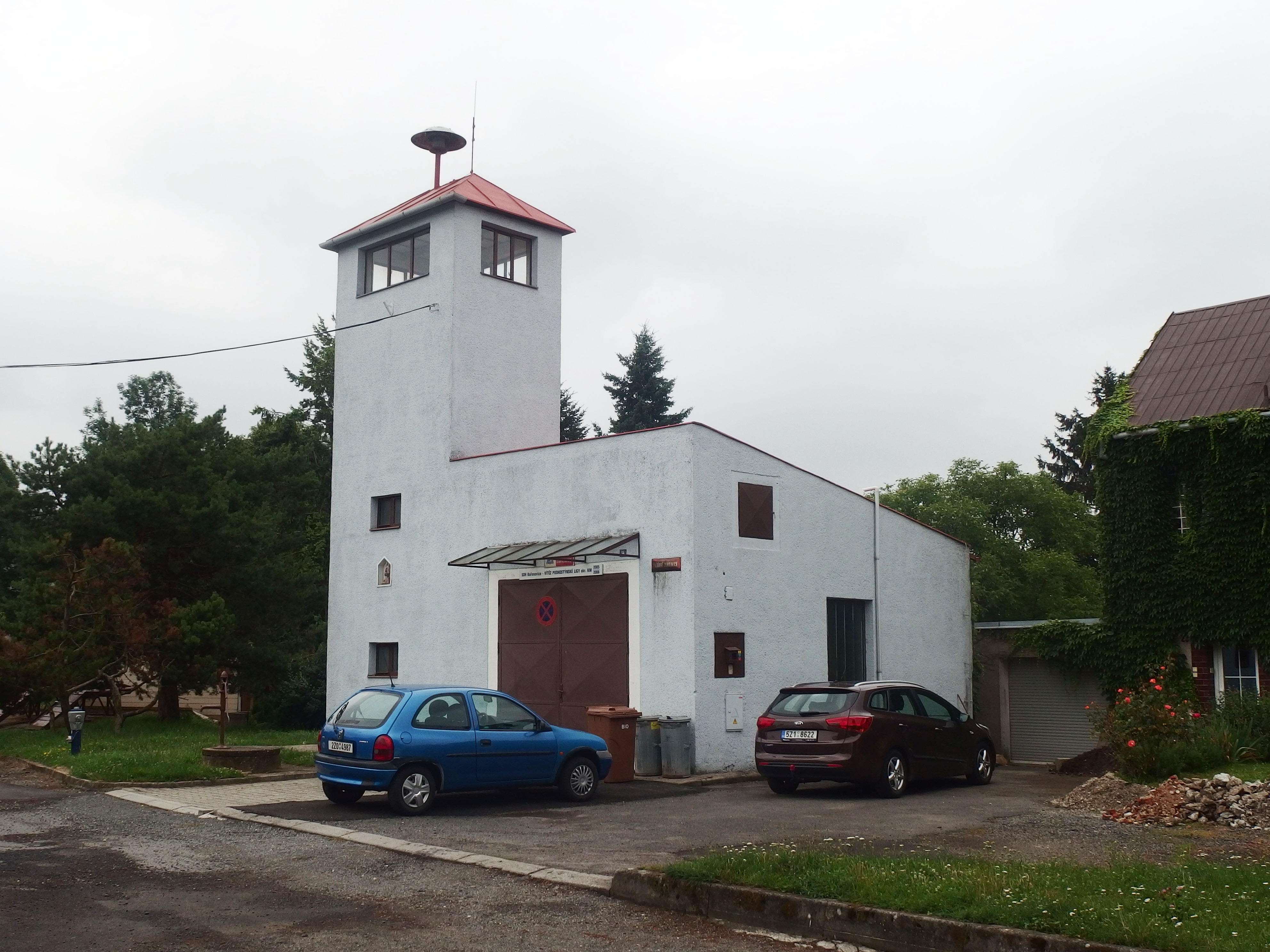
Hasičská zbrojnice
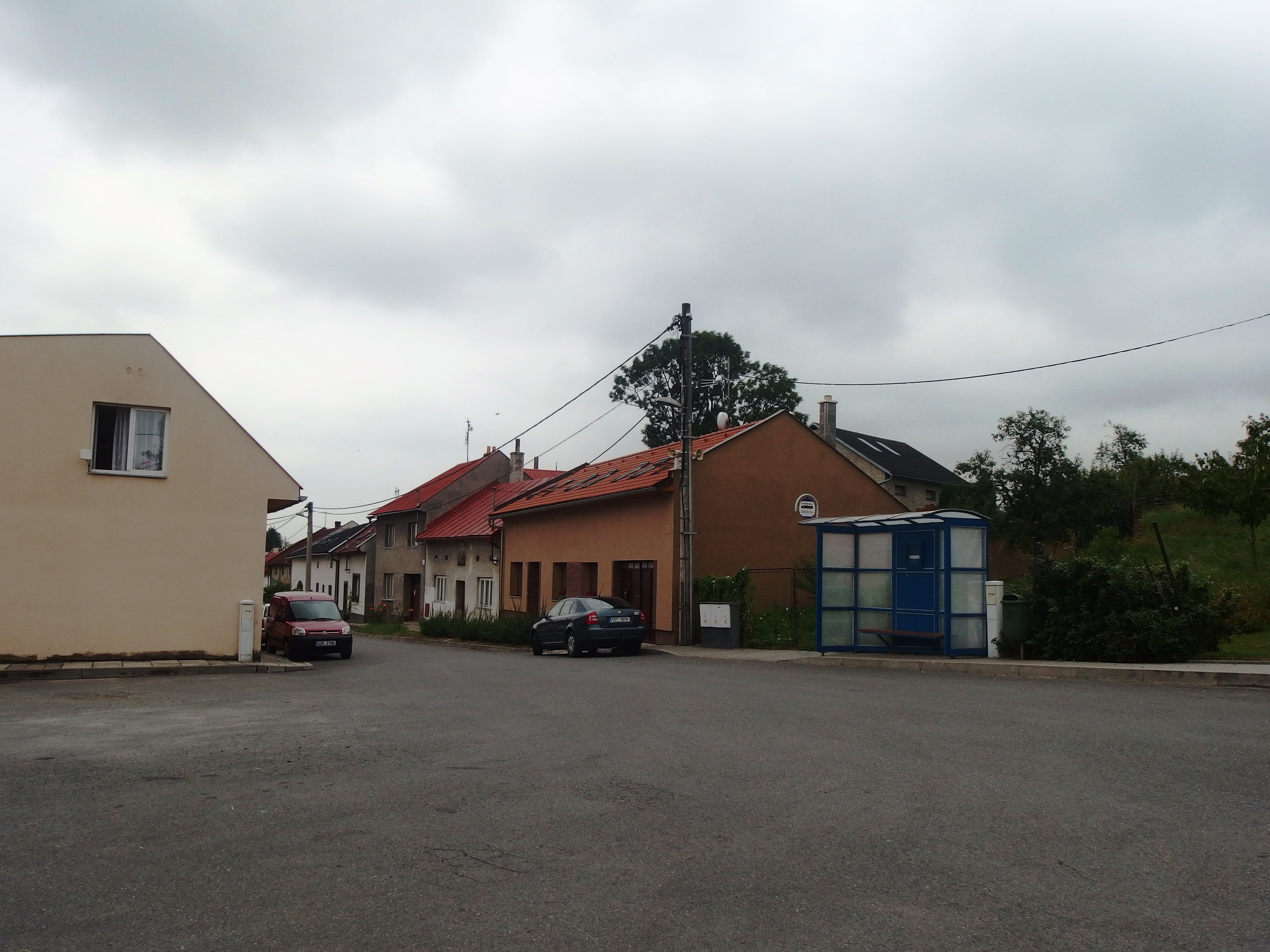
Autobusová zastávka
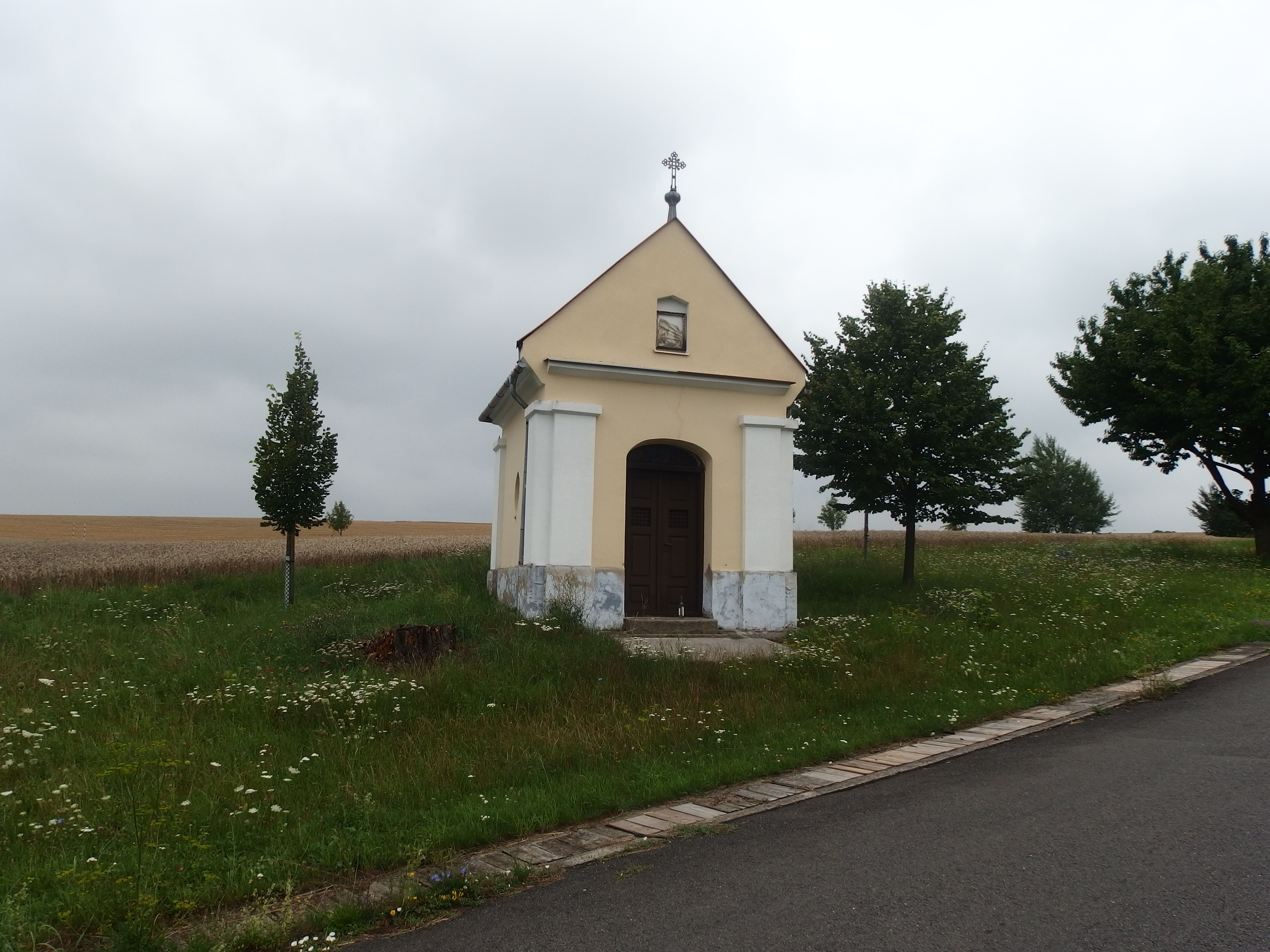
Kaple Panny Marie u místní komunikace směrem na Pacetluky